# Андрітані Ардіяса
Андрітані Ардіяса (індонез. Andritany Ardhiyasa; 26 грудня 1991, Джакарта) — індонезійський футболіст, який грає на позиції воротаря. Відомий за виступами в клубах «Шривіджая» і «Персіджа», а також у складі збірної Індонезії.

## Клубна кар'єра
Андрітані Ардіяса розпочав займатися футболом у низці юнацьких клубів, зокрема АСІОП, СКІ (Рагунан), «Персіб», «Песік Кунінган». У 2009 році футболіст отримав запрошення до клубу «Шривіджая», утім у чемпіонаті країни зіграв лише 1 матч, і з 2010 року грає у складі команди «Персіджа», де швидко став основним воротарем команди. на початок 2024 року зіграв у чемпіонаті країни 245 матчів.

## Виступи за збірні
У 2003—2008 роках Андрітані Ардіяса залучався до складу юнацьких збірних країни різних вікових груп. У 2011 році футболіст дебютував у молодіжної збірної Індонезії, у складі фактично олімпійської збірної брав участь у футбольному турнірі Азійських ігор 2014 року. У 2018 році вже в складі офіційно сформованої олімпійської збірної Індонезії вдруге брав участь у турнірі Азійських ігор. З 2014 до 2019 року Андрітані грав у складі національної збірної Індонезії, у складі національної збірної зіграв загалом 16 матчів.

## Титули і досягнення
- Чемпіон Індонезії: 2018
- Володар Кубка Індонезії: 2008–09, 2010